# Camarenilla
Camarenilla – gmina w Hiszpanii, w prowincji Toledo, w Kastylii-La Mancha, o powierzchni 24,35 km². W 2011 roku gmina liczyła 605 mieszkańców.